# Porte Saint-Georges (Vendôme)
Pour les articles homonymes, voir Porte Saint-Georges.
La porte Saint-Georges est une porte de Vendôme, construite entre le XIVe et le XVIe siècle au sud de la ville. Elle constituait avec trois autres portes et une série de murailles l'enceinte fortifiée de la ville, elle est la seule des quatre portes de l'époque encore existante aujourd'hui.

## Description
Porte d'entrée sud de Vendôme, la porte Saint-Georges possède des tours sur ses côtés majoritairement construites au XIVe siècle. En y accédant par le pont, on peut voir ses mâchicoulis, ses sculptures d'ornement et son décor de médaillons qui datent de la Renaissance, ajoutés entre le XVe et le XVIe siècle.

## Histoire

### Les fortifications
Les fortifications de Vendôme ont été construites du XIe au XVIe siècle. Une première partie a vu le jour lors de la lutte qui opposa les rois de France et les Plantagenêts, la seconde fut bâtie plus tard, au moment de la guerre de Cent Ans.
Les fortifications de la ville sont réparties en deux parties bien distinctes :
- d'une part le château féodal de Vendôme ;
- d'autre part les remparts de la ville, avec notamment, la porte Saint-Georges, la porte d'Eau, la tour de l'Islette et l'Arche aux Bourreaux[3].

Le comté de Vendôme se retrouve au cœur d'importants affrontements entre le roi de France, Philippe Auguste, et le roi d'Angleterre, Henri II (ainsi que ses fils Richard Cœur de Lion et Jean sans Terre). La ville est régulièrement investie et pillée, ses défenses ont grandement besoin d'être améliorées. Elle passe ensuite aux mains des rois de France.
En 1227, Blanche de Castille et son fils Louis IX se réfugient à Vendôme pour échapper aux grands féodaux révoltés. Les premiers remparts de la ville sont construits dans la foulée de cet évènement. Pour financer les travaux, le comte Jean V mit en place un impôt, mais lorsque arrive la guerre de Cent Ans les défenses ne sont pas terminées.
En 1346, le comte Jean VI améliore considérablement l'enceinte qui fait désormais le tour de la ville et compte plusieurs tours. Portes et remparts datent des XIIIe et XIVe siècles, les travaux réalisés aux XVe et XVIe siècles étant purement décoratifs.
Les murailles appartenaient aux différents comtes qui se sont succédé, mais leur entretien coûtait cher. Jean VIII s'en sépare en 1467, les vendant aux habitants qui s'en serviront au milieu du XVIIIe siècle comme carrière de pierres afin de bâtir leurs maisons. C'est pourquoi seule la base des remparts est toujours visible le long du Loir aujourd'hui.

### Porte
La porte Saint-Georges fut créée entre le XIIIe et le XIVe siècle, elle était reliée à trois autres portes par des remparts. En direction de l'ouest, le rempart se dirigeait vers la tour au Chéreaux, tour d'angle qui a complètement disparu. Puis il poursuivait vers le nord, rejoignant l'Arche et la chapelle Saint-Pierre-de-la-Motte, ainsi que, plus loin, l'Arche aux Bourreaux.
L'une des autres portes de Vendôme, dont une grande partie a été emportée par une crue en 1650-1651, s'appelait la porte Chartrain. Elle se situait au bout de l'actuel faubourg Chartrain et constituait l'entrée nord de la ville par la rue du Change. Des maisons ont été construites sur son emplacement, l'ensemble des portes et remparts formait une importante enceinte fortifiée autour de Vendôme.
En 1467, le comte Jean VIII se sépare de la porte Saint-Georges et la cède aux échevins qui décident d’y installer leur assemblée. Au XVIe siècle la comtesse de Vendôme, Marie de Luxembourg, fait restaurer la porte où l'hôtel de ville est déjà installé. La porte le restera jusqu'à la réfection de l'ancien lycée Ronsard en 1989, car une fois les travaux terminés la municipalité y a déménagé, devenant ainsi l'hôtel de ville que nous connaissons de nos jours.
Aujourd'hui, on organise à la porte Saint-Georges les réunions du conseil municipal ainsi que les cérémonies de mariages, et ce depuis sa restauration en 1945, à la suite du bombardement du 15 juin 1940, et sa réouverture en 1959.
Au moment de l'essor de l'automobile, la nationale 10 traversait Vendôme en son cœur sur la route de Paris à Bordeaux et passait par la porte Saint-Georges. À l'époque, tous les ans aux mois de juillet et août, un important flux reliait la côte atlantique et même la péninsule Ibérique, avec en conséquence d'importants bouchons dans la ville et au niveau de la porte. C'est pourquoi fut créé le contournement de Vendôme, voyant ainsi la nationale 10 quitter le centre historique de Vendôme.

### Napoléon
De nombreux personnages célèbres empruntèrent ce passage obligatoire entre Paris et le sud-ouest, le plus célèbre d'entre eux étant sûrement l'empereur Napoléon Ier. En effet, le 14 août 1808, Napoléon se dirige vers Paris et fait une halte à Vendôme, s'arrêtant tout près de la porte, au relais proche de la montagne Saint-Lubin. Il y revient le 30 octobre en direction de l'Espagne, le 15 janvier 1809, puis le 30 juin 1815 en route pour son exil forcé de dix mois sur l'île d'Elbe.
Le mercredi 16 août 1815 vit Marie-Thérèse Charlotte, seul enfant de Louis XVI et Marie-Antoinette à avoir échappé à la Révolution, s'arrêter à Vendôme, l'abdication de Napoléon le 6 avril 1814 marquant la fin de son exil. Elle y restera avec son mari une demi-heure chez le maire Josse Boisberci, avant de repartir pour sa destination finale, Bordeaux. Là, elle apprendra le retour de Napoléon, le 1er mars 1815 à Vallauris, l'obligeant à s'exiler de nouveau pour cent jours.